# Johann Philipp II. Graf Cobenzl
Johann Philipp II. von Cobenzl  (* 10. September 1635; † 1702), seit 1674 Graf, Freiherr zu Prossegg, Lueg etc. war Hauptmann zu Triest, dann Landeshauptmann in Görz und Erbtruchsess in der gefürsteten Grafschaft Görz.

## Leben
Johann Philipp war der Zweitgeborene und älteste Sohn von Johann Caspar I. Freiherr von Cobenzl zu Prossegg, Lueg, Herr zu St. Daniel etc. (* 1610), Landrat in Krain und Deutsch-Ordenskomtur und (Anna) Katharina Gräfin von Lanthieri (* 1640). 
Bei der Krönung des elfjährigen Joseph I. zum römisch-deutschen König am 26. Januar 1690 in Augsburg wurde Johann Philipp Freiherr von Cobenzl mit weiteren 21 Cavallieren, meist Inhaber von Erbämtern oder Kämmerer, feierlich vom jungen König zum Ritter geschlagen.
1674 wurde er Hauptmann zu Triest, dann von 1697 bis zum Tod 1702 Landeshauptmann in Görz.   
Johann Philipp Freiherr von Cobenzl und sein Bruder Ludwig Jakob wurden von Leopold I. am 12. September 1674  (Diplom vom 18. März 1675) in den Erbländisch-österreichischen Grafenstand als Graf Cobenzl zu Prossegg erhoben.
Johann Philipp II. Graf Cobenzl zu Prossegg heiratete am 15. Mai 1661 in Gabrje Johanna (Zanina) von Lanthieri (* um 1640, † 28. Juli 1678), Sternkreuz-Ordens-Dame und Tochter von Franz Graf von Lanthieri zu Wippach und Cassandra Gräfin von Rabatta. Aus der Ehe entstammten sechs Töchter, darunter Katharina Cassandra († 1666), Äbtissin des Klarisserinnenklosters in Görz und vier Söhne, darunter Johann Caspar II. Graf Cobenzl (1664–1742), Landeshauptmann in Görz und Krain und Leopold Ferdinand (1674–1722), Dompropst zu Laibach.

## Ämter
Nach dem Aussterben der Grafen von Kiefel verlieh Kaiser Leopold I. 1698 Johann Philipp und seinem Geschlecht das Erbtruchsessenamt in der gefürsteten Grafschaft Görz.